# Бальдред (король Кенту)
Бальдред (давн-англ. Baldred, ? — 827) — король Кенту у 823—827 роках.

## Життєпис
Походив з династії Беорнреда. У 823 році в Мерсії почалася міжусобиця, в результаті якої Беорнвульф, брат Беорнреда, повалив Кеолвульфа I.
Бальдред захопив владу в Кенті. Невідомо, чи був він васалом Мерсії або володарював як незалежний король. Єдиним свідченням його існування є 19 монет з його ім'ям, знайдених археологами.
825 року після поразки Беорнвульфа у битві при Елландуні від військ Вессексу становище Бальдреда значно погіршилося. Невдовзі Бальдреда було повалено етлінгом Етельвульфом, сином Еґберта, короля Вессеку, після чого Кент перейшов під владу королів Вессексу.